# Gaspar Reynés Coll
Gaspar Reynés Coll (Alaró, 21 de gener de 1845 - Palma, 16 de novembre de 1911) fou un mestre d'obres mallorquí.
L'any 1866 es titulà a l'Escola de Belles Arts de Barcelona i de tot d'una s'enfrontà al col·lectiu de picapedrers per no considerar-los capacitats per a realitzar segons quines tasques constructives. Altres mestres d'obres de la seva generació són Bartomeu Ferrà i Perelló, Josep Mayol, Josep Graner, Pere d'Alcàntara Penya i Josep Segura. La seva feina complementava la que feien els pocs arquitectes que hi havia llavors a Mallorca. El setembre de 1870 Gaspar Reynés va ser nomenat "Director de Caminos Vecinales de Menorca e Ibiza" de la Diputació Provincial de Balears i el 1877 auxiliar de l'arquitecte provincial de la mateixa entitat. Participà activament a diferents companyies d'extracció i venda de terra així com de fabricació de maons. És el cas, per exemple de "La Refractaria", fundada l'any 1899.
Amb el canvi de segle, adoptà el modernisme, influït pels arquitectes catalans del moment. L'any 1896 projectà l'ermita del Sant Crist de la Salut, a Llubí, de planta hexagonal amb una capella quadrada a la part posterior. Presenta una cúpula nervada rematada per una llanterna. També fou l'autor de Cas Xico (Sóller, 1897-1904), Can Pujol (amb Jaume Alemany), l'Hostal Cuba i la fàbrica de Can Ponsà a Palma i d'algunes intervencions a l'església de Sant Magí (Palma), projecte original de Miquel Ferrà.
Gaspar Reynés Coll va morir el 16 de novembre de 1911.
El seu fill Guillem Reynés i Font (1877-1918), arquitecte diocesà i provincial, continuà la tradició artística dins la seva família.